# Metarbela simillima
Metarbela simillima is een vlinder uit de familie van de Metarbelidae. De wetenschappelijke naam van deze soort is voor het eerst gepubliceerd in 1910 door George Francis Hampson.
Deze soort komt voor in Oeganda en Kenia.